# Kristin Cavallari
Pour les articles homonymes, voir Cavallari.
Kristin Elizabeth Cavallari, née à Denver, (Colorado) le 5 janvier 1987, est une actrice américaine. Elle se fait connaître du public américain lors de sa participation dans l'émission de télé-réalité de MTV Laguna Beach: The Real Orange County.

## Biographie
Kristin Cavallari est une des adolescentes dont la vie a été suivie dans l'émission de télé-réalité de MTV Laguna Beach: The Real Orange County. Dans la première saison de cette émission, elle n'était qu'une simple écolière mais son rôle est devenu de plus en plus important par la suite, jusqu’à devenir l’un des personnages centraux de la série.
En 2009, elle est devenue le personnage principal de l'émission de télé-réalité Laguna Beach : The Hills (deuxième moitié de la 5e saison), après que Lauren Conrad ait choisi de ne plus y participer.
Elle est apparue également sur la page de couverture de plusieurs magazines et a joué plusieurs rôles mineurs dans d’autres séries télévisées telles que Veronica Mars ainsi que dans différents clips vidéo. Elle a aussi joué dans Green Flash avec David Charvet et Torrey DeVitto.
Elle joue dans le clip In love with the girl de Gavin Degraw. Elle apparait aussi dans le clip de Teddy Geiger, For You I Will (Confidence). Elle a aussi eu un rôle secondaire dans Van Wilder 3: Freshman Year.
En septembre 2011 elle participe à une des émissions les plus populaires des USA, Dancing with the Stars 13 avec comme partenaire Mark Ballas. Elle est en compétition avec notamment l'acteur David Arquette, l'ancienne animatrice de télévision et actrice Ricki Lake ou encore l'ex de George Clooney, Elisabetta Canalis. Audrina Patridge, son ancienne camarade de The Hills avait participé à la saison 11 qui avait vu couronnée l'actrice Jennifer Grey.
En 2011 elle joue dans l'épisode 15 de la saison 2 de la série d'ABC The Middle. 
Depuis 2010 elle est en couple avec le sportif Jay Cutler. Le 8 août 2012, elle donne naissance à leur premier enfant, un garçon prénommé Camden Jack. Le 7 juin 2013, Cutler a épousé Cavallari. Le 7 mai 2014, elle donne naissance à leur second enfant, un garçon prénommé Jaxon Wyatt. Le 11 mai 2015, elle annonce être enceinte de son troisième enfant, une fille. Le 23 novembre 2015, elle donne naissance à une fille prénommée Saylor James.   